# Panacris pictipennis
Panacris pictipennis är en tvåvingeart som beskrevs av Kertesz 1908. Panacris pictipennis ingår i släktet Panacris och familjen vapenflugor.
Artens utbredningsområde är Peru. Inga underarter finns listade i Catalogue of Life.